# 白氏地鶇
也称怀氏虎斑地鸫、怀氏虎鸫、白氏虎鸫、白氏地鶇、白氏鸫，是雀形目鸫科的一种鸟类。
2022年，为了使传统、耳熟能详的中文名能用于中国分布更广泛的种类，“中国鸟类名录”10.0版将怀氏虎斑地鸫的中文名修改为虎斑地鸫。

## 分類
它以英國博物學家吉爾伯特·懷特（Gilbert White）的名字命名。屬名Zoothera源自古希臘語zoon，意為「動物」，以及theras，意為「獵人」。種小名aurea則源自拉丁語aureus，意為「金色」。
懷氏地鶇過去被視為虎鶇的亞種。

## 亚种
- ：分布于从西伯利亚至中国东北和朝鲜；越冬于华南和印度支那。
- ：分布于中国东北和日本；在台湾和兰屿越冬。[5]

## 特征
怀氏虎斑地鸫体重约134.13克，翼长约148.7毫米，嘴峰长约29.9毫米，喙宽度约5.4毫米，喙厚度约7.3毫米，跗蹠长约33.1毫米，尾长约97.5毫米。怀氏虎斑地鸫是候鸟，其栖息在密集的高大树木组成的森林中，食性为肉食性，主要食物来源是陆生无脊椎动物。

## 分佈與棲地
懷氏地鶇繁殖於濕潤的針葉泰加林，主要分佈於東方古北界的西伯利亞，範圍延伸至滿洲、朝鮮及日本。北部種群為高度遷徙型，大部分個體在冬季遷徙至東南亞。它在西歐洲極為罕見。